# 尼古拉·阿纳托利耶维奇·科瓦廖夫
尼古拉·阿纳托利耶维奇·科瓦廖夫（俄语：Николай Анатольевич Ковалёв，1986年10月28日—），俄罗斯男子击剑运动员。他曾获得2014年世界击剑锦标赛男子佩剑个人冠军。他也获得了2012年夏季奥运会男子佩剑个人铜牌。